# Typhusepidemie in Gelsenkirchen 1901
Die Typhus-Epidemie in Gelsenkirchen führte zu 3200 Erkrankten und mehreren 100 Toten. Robert Koch war beratend tätig, um die Epidemie in Gelsenkirchen zu bekämpfen. Im Dezember 1901 wurde der Verein zur Bekämpfung der Volkskrankheiten im Ruhrkohlengebiet gegründet, der das Hygiene-Institut des Ruhrgebiets aufbaute. 1904 wurde ein Verfahren eröffnet, um die Verantwortlichen für das Desaster festzustellen. Die Wasserversorgungsgesellschaft hatte dem Trinkwasser verunreinigtes Wasser beigemischt, was zur Verbreitung des Typhus geführt hatte.